# Cuprospinell
Cuprospinell ist ein sehr selten vorkommendes Mineral aus der Mineralklasse der „Oxide und Hydroxide“ mit der Endgliedzusammensetzung CuFe3+2O4 und damit chemisch gesehen ein Kupfer-Eisen-Oxid. Da allerdings bei natürlichen Cuprospinellen oft ein Teil des Kupfers durch Magnesium ersetzt ist, wird die vereinfachte Zusammensetzung in verschiedenen Quellen auch mit (Cu,Mg)Fe3+2O4 angegeben. Die in den runden Klammern angegebenen Elemente können sich in der Formel jeweils gegenseitig vertreten (Substitution, Diadochie), stehen jedoch immer im selben Mengenverhältnis zu den anderen Bestandteilen des Minerals.
Cuprospinell kristallisiert im kubischen Kristallsystem, konnte jedoch bisher nur in Form unregelmäßiger Körner bis etwa 0,1 mm Größe entdeckt werden. Des Weiteren bildet er lamellare Verwachsungen mit Hämatit. Das Mineral ist in jeder Form undurchsichtig (opak) und zeigt auf den Oberflächen der schwarzen Kristallite einen metallischen Glanz. Auch die Strichfarbe von Cuprospinell ist schwarz. Unter dem Auflichtmikroskop erscheint es dagegen grau.

## Etymologie und Geschichte
Die synthetische Verbindung CuFe2O4 wurde vermutlich erstmals 1950 von L. Weil, F. Bertaut und L. Bochirol dargestellt. Dabei wurde auch festgestellt, dass diese Verbindung dimorph ist, da bei der Synthese tetragonale und kubische Modifikationen entstanden.
In der Natur wurde das Kupfer-Eisen-Oxid erstmals 1971 durch Ernest Henry Nickel in den Consolidated Rambler Minen auf der Halbinsel Baie Verte in der kanadischen Provinz Neufundland und Labrador entdeckt, der das bisher unbekannte Mineral während der mineralogischen Untersuchung von stark oxidiertem Material einer Erzhalde fand. Nickel gab dem Mineral in Anlehnung an dessen Kupfergehalt (lat. Cuprum) und der strukturellen Verwandtschaft zu den Spinellen den Namen Cuprospinell und legte seine Untersuchungsergebnisse sowie den gewählten Namen der International Mineralogical Association (IMA) zur Prüfung vor (interne Eingangs-Nr. der IMA: 1971-020). Diese erkannte den Cuprospinell als eigenständige Mineralart an. Die Publikation der Erstbeschreibung erfolgte 1973 im Fachmagazin The Canadian Mineralogist.
Das Typmaterial des Minerals wird im National Museum of Natural History in Washington, D.C., USA, unter der Katalog-Nr. 128673 aufbewahrt.

## Klassifikation
Die strukturelle Klassifikation der International Mineralogical Association (IMA) zählt den Cuprospinell zur Spinell-Supergruppe, wo er zusammen mit Chromit, Cochromit, Coulsonit, Dellagiustait, Deltalumit, Franklinit, Gahnit, Galaxit, Guit, Hausmannit, Hercynit, Hetaerolith, Jakobsit, Maghemit, Magnesiochromit, Magnesiocoulsonit, Magnesioferrit, Magnetit, Manganochromit, Spinell, Thermaerogenit, Titanomaghemit, Trevorit, Vuorelainenit und Zincochromit die Spinell-Untergruppe innerhalb der Oxispinelle bildet. Ebenfalls in diese Gruppe gehören die nach 2018 beschriebenen Oxispinelle Chihmingit und Chukochenit sowie der Nichromit, dessen Name von der CNMNC der IMA noch nicht anerkannt worden ist.
In der mittlerweile veralteten 8. Auflage der Mineralsystematik nach Strunz ist der Cuprospinell noch nicht verzeichnet. Einzig im zuletzt 2018 überarbeiteten und aktualisierten Lapis-Mineralienverzeichnis nach Stefan Weiß, das sich aus Rücksicht auf private Sammler und institutionelle Sammlungen noch nach dieser klassischen Systematik von Karl Hugo Strunz richtet, erhielt das Mineral die System- und Mineral-Nr. IV/B.02-50. In der „Lapis-Systematik“ entspricht dies der Klasse der „Oxide und Hydroxide“ und dort der Abteilung „Oxide mit Verhältnis Metall : Sauerstoff = 3 : 4 (Spinelltyp M3O4 und verwandte Verbindungen)“, wo Cuprospinell zusammen mit Franklinit, Jakobsit, Magnesioferrit, Magnetit und Trevorit die Gruppe der „Chromit-Spinelle“ bildet.
Die seit 2001 gültige und von der International Mineralogical Association (IMA) bis 2009 aktualisierte 9. Auflage der Strunz’schen Mineralsystematik ordnet den Cuprospinell ebenfalls in die Abteilung der Oxide mit Stoffmengenverhältnis „Metall : Sauerstoff = 3 : 4 und vergleichbare“ ein. Diese ist weiter unterteilt nach der relativen Größe der beteiligten Kationen, so dass das Mineral entsprechend seiner Zusammensetzung in der Unterabteilung „Mit ausschließlich mittelgroßen Kationen“ zu finden ist, wo es zusammen mit Brunogeierit, Chromit, Cochromit, Coulsonit, Filipstadit, Franklinit, Gahnit, Galaxit, Hercynit, Jakobsit, Magnesiochromit, Magnesiocoulsonit, Magnesioferrit, Magnetit, Manganochromit, Nichromit (N), Qandilit, Spinell, Trevorit, Ulvöspinell, Vuorelainenit und Zincochromit die „Spinellgruppe“ mit der System-Nr. 4.BB.05 bildet.
Auch die vorwiegend im englischen Sprachraum gebräuchliche Systematik der Minerale nach Dana ordnet den Cochromit in die Klasse der „Oxide und Hydroxide“ und dort in die Abteilung „Mehrfache Oxide“ ein. Hier ist er zusammen mit Magnesioferrit, Jakobsit, Magnetit, Franklinit, Trevorit und Brunogeierit in der „Eisen-Untergruppe“ mit der System-Nr. 07.02.02 innerhalb der Unterabteilung „Mehrfache Oxide (A+B2+)2X4, Spinellgruppe“ zu finden.

## Chemismus
Die Mikrosondenanalyse des kanadischen Typmaterials ergab eine durchschnittliche Zusammensetzung von 65,7 % Fe2O3, 27,8 % CuO, 2,6 % Al2O3, 1,7 % FeO, 1,8 % MgO, 0,7 % ZnO, 0,6 % CoO und 0,2 % MnO. Dies korrespondiert bei einem Verhältnis von Fe2+ zu Fe3+ entsprechend der Spinellstruktur mit der empirischen Formel (Cu0.80Mg0.10Fe2+0.05Co0.02Zn0.02Mn0.01)Σ=1.00(Fe3+1.89Al0.11)Σ=2.00O4.

## Kristallstruktur
Cuprospinell kristallisiert kubisch in der Raumgruppe Fd3m (Raumgruppen-Nr. 227), dem Gitterparameter a = 8,37 Å sowie 8 Formeleinheiten pro Elementarzelle.

## Eigenschaften
Cuprospinell gleicht in den meisten Eigenschaften dem Magnetit. Unter dem Auflichtmikroskop weist allerdings die Reflexionsfarbe von Magnetit im Gegensatz zum Cuprospinell einen Stich ins Rötliche auf.

## Bildung und Fundorte
An seiner Typlokalität, den Consolidated Rambler Minen auf der kanadischen Halbinsel Baie Verte, bildete sich der Cuprospinell als Oxidationsprodukt in brennenden Erzhalden. Er fand sich dort mit Hämatit verwachsen und in Paragenese mit Chalkopyrit, Pyrit, Pyrrhotin und Sphalerit.
Als sehr seltene Mineralbildung ist Cuprospinell bisher nur in wenigen Proben bekannt geworden. Weltweit sind bisher außer seiner Typlokalität nur zwei weitere Fundorte dokumentiert. In Indien fand sich das Mineral in den Mineralproben aus einer Sandbank am Fluss Mahanadi nahe Cuttack im Bundesstaat Odisha und im Iran fand es sich in der epithermalen und niedersulfidischen Gold-Lagerstätte Chahnaly (auch Chahnali) am Vulkan Bazman (auch Kuh-e Bazman) in der Provinz Sistan und Belutschistan.

## Verwendung
Aufgrund seiner extremen Seltenheit ist Cuprospinell nur Mineralsammler von Interesse.